# Bandera Villa de San Vicente
La Bandera Villa de San Vicente fue una regata de traineras que se celebraba en San Vicente de la Barquera (Cantabria) organizada por el Club de Remo Barquereño.

## Palmarés
| N.º | Año  | Campeón   | Segundo | Tercero |
| --- | ---- | --------- | ------- | ------- |
| I   | 1983 | Pedreña   | Isuntza | Fortuna |
| II  | 1995 | Santander | Camargo | Pedreña |

- Datos: Q5718410